# Ochthera macrothrix
Ochthera macrothrix är en tvåvingeart som beskrevs av Clasuen 1977. Ochthera macrothrix ingår i släktet Ochthera och familjen vattenflugor. Inga underarter finns listade i Catalogue of Life.